# كلية التكنولوجيا الحيوية في جامعة الجبل الأسود
إن كلية التكنولوجيا الحيوية في جامعة الجبل الأسود (باللغة المونتنغرية: Biotehnički fakultet Univerziteta Crne Gore Биотехнички факултет Универзитета Црне Горе) is one هي إحدى المؤسسات التعليمية التابعة لـ جامعة الجبل الأسود. ويقع مبنى الكلية في بودغوريتسا داخل الحرم الجامعي.

## معلومات تاريخية
تم تأسيس الأبحاث العلمية في الزراعة في الجبل الأسود عام 1937, عندما قررت وزارة الزراعة في مملكة يوغوسلافيا إنشاء وكالة الأبحاث الحكومية للمزارع الجنوبية في مقاطعةبار. وبعد انتهاء الحرب العالمية الثانية, تم تأسيس مؤسسات جديدة وتجديد المؤسسات القائمة، مثل:
- معهد الأبحاث الزراعية في بودغوريتسا (1945)
- معهد الزراعة الحيوانية (الماشية) في مدينة نيكسيك
- معهد المزارع الجنوبية وزراعة الكرم في بار (1947)
- وحدات اختبار التربة في بار (1949)
- وحدات التشخيص البيطرية في تيتوجراد (1950)
- ومركز زراعة الفواكه  في بييلو بوليي (1952).

تم إنشاء المعهد الزراعي عام 1961 نتيجة دمج المعاهد السابقة الذكر. وباشر المعهد أعمال تحت هذا الاسم حتى عام 1997 حين تحول إلى معهد التكنولوجيا الحيوية من خلال تضمين قطاع الحراجة ليصبحا معهد بحثي علمي فريدًا. وبإنشاء قسم «الدراسات الزراعية» عام 2005، تطور المعهد ليصبح كلية، وفي عام 2008 تغير اسم المعهد رسميًا ليصبح كلية التكنولوجيا الحيوية.

## المنظمات
يوجد في كلية التكنولوجيا الحيوية قاعات دراسة ومعامل مزودة بالأجهزة المناسبة تقع داخل منشآت الكلية في بودغوريتسا, بار ومدينة بييلو بوليي, هذا بالإضافة إلى مساحات تجريبية للجانب العملي المهني لدراسة الطلاب ولتنظيم إنتاج الكلية.

### الدراسات الأكاديمية الجامعية
تنقسم الدراسات الأكاديمية الجامعية إلى مجموعتي دراسة:
- الإنتاج النباتي
  - دراسات تطبيقية جامعية خاصة بـ زراعة الفواكه القارية في بييلو بوليي
  - دراسات تطبيقية جامعية خاصة بـ زراعة الفواكه المتوسطية في بار
- تربية الماشية

### دراسات أكاديمية متخصصة
تنقسم الدراسات الأكاديمية المتخصصة في الكلية إلى أربع مجموعات دراسية:
- زراعة الفاكهة وإنتاج الخمور
- زراعة التربة وزراعة النباتات
- وقاية النباتات
- تربية الماشية

### دراسات الماجستير
تُنظم دراسات الماجستير في الإنتاج النباتي إلى المجموعات الثلاث التالية:
- زراعة الفاكهة وإنتاج الخمور
- زراعة التربة وزراعة النباتات
- وقاية النباتات